# Porte di Francavilla Fontana
Le porte di Francavilla Fontana, città in provincia di Brindisi, permettevano l'oltrepassamento della cerchia muraria della città; un tempo numerose, all'inizio del Novecento erano rimaste in piedi quella dei Cappuccini, quella del Carmine, quella della Croce, quella di Pazzano e quella delle Paludi. Le altre porte esistenti, erano state abbattute via via che la città cresceva.
Intorno agli anni cinquanta anche le porte di Pazzano e delle Paludi furono abbattute, perché ritenute di ostacolo alla viabilità urbana e di nessuna rilevanza storica.
Le tre porte oggi esistenti (dei Cappuccini, del Carmine e della Croce) aprono la città verso le principali arterie stradali, che la collegano con i centri limitrofi, e convergono verso la piazza centrale, con percorsi collegati con il borgo medioevale.

## Porta del Carmine

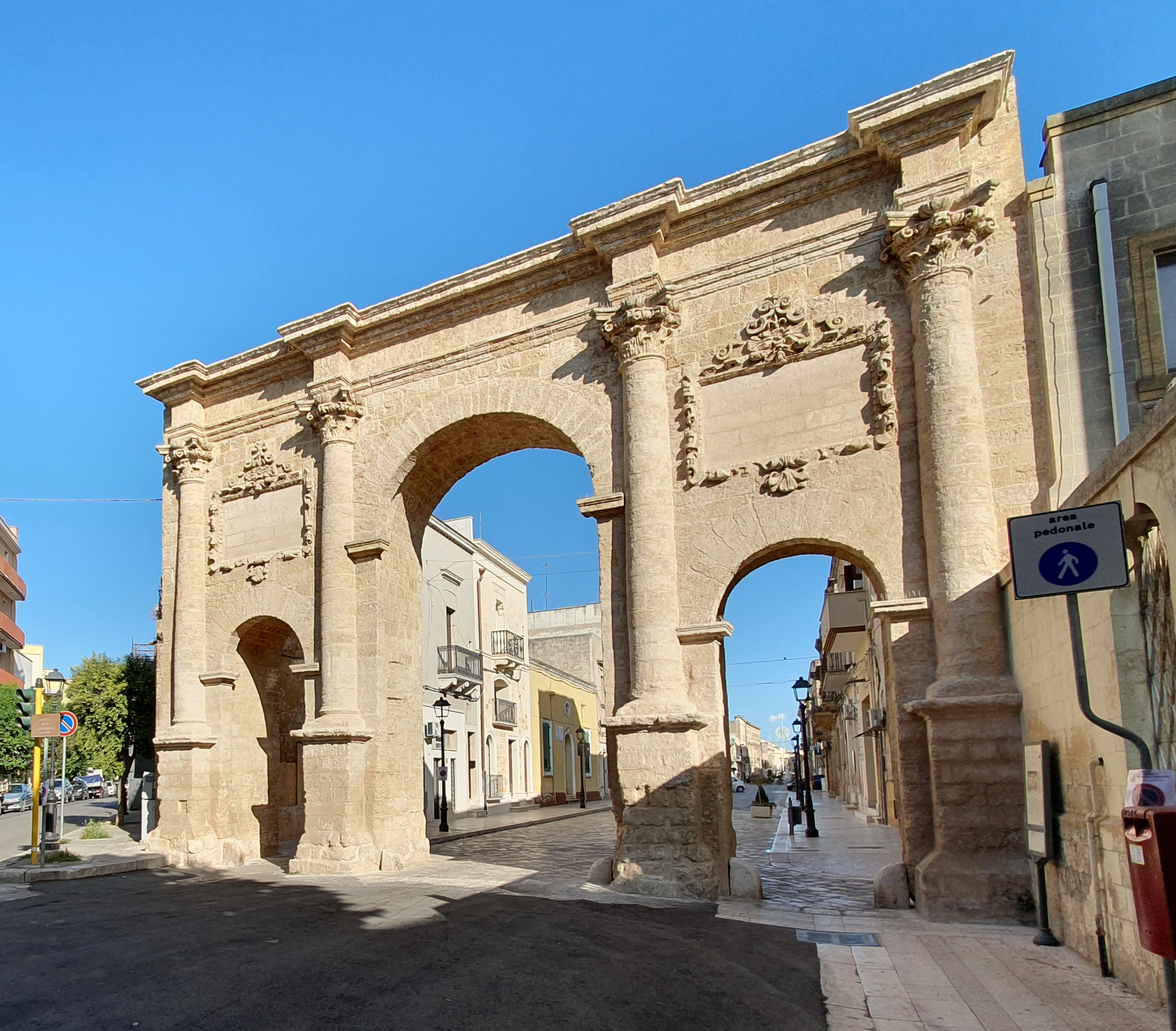
Porta del Carmine

La porta del Carmine, a tre fornici, ha una datazione incerta che oscilla tra il 1630 ed il 1656. La sua forma particolare, a tre fornici, ricorda molto un arco di trionfo più che una porta cittadina. Le quattro colonne poggiano su alti basamenti e terminano con capitelli corinzi. Sugli archi laterali si aprono due cartigli decorati ma senza alcuna scritta all'interno.
Al di fuori di questa porta si eliminavano i nemici ed i traditori della città e si eseguivano le pene capitali. Spesso, però, la condanna per impiccagione veniva eseguita proprio sotto gli archi della porta.
Sotto gli archi della porta del Carmine tutto il popolo accolse il 29 marzo 1740 l'ultimo principe di Francavilla, Michele Imperiali Junior, e la sua consorte, la principessa Eleonora Borghese, da poco sposatisi a Roma. Il suo ingresso fu preceduto da dieci carrozze.
Nel XIX secolo, inoltre, questa porta fu teatro di numerosi e violenti scontri tra i cittadini della vicina Oria e la popolazione francavillese.

## Porta della Croce

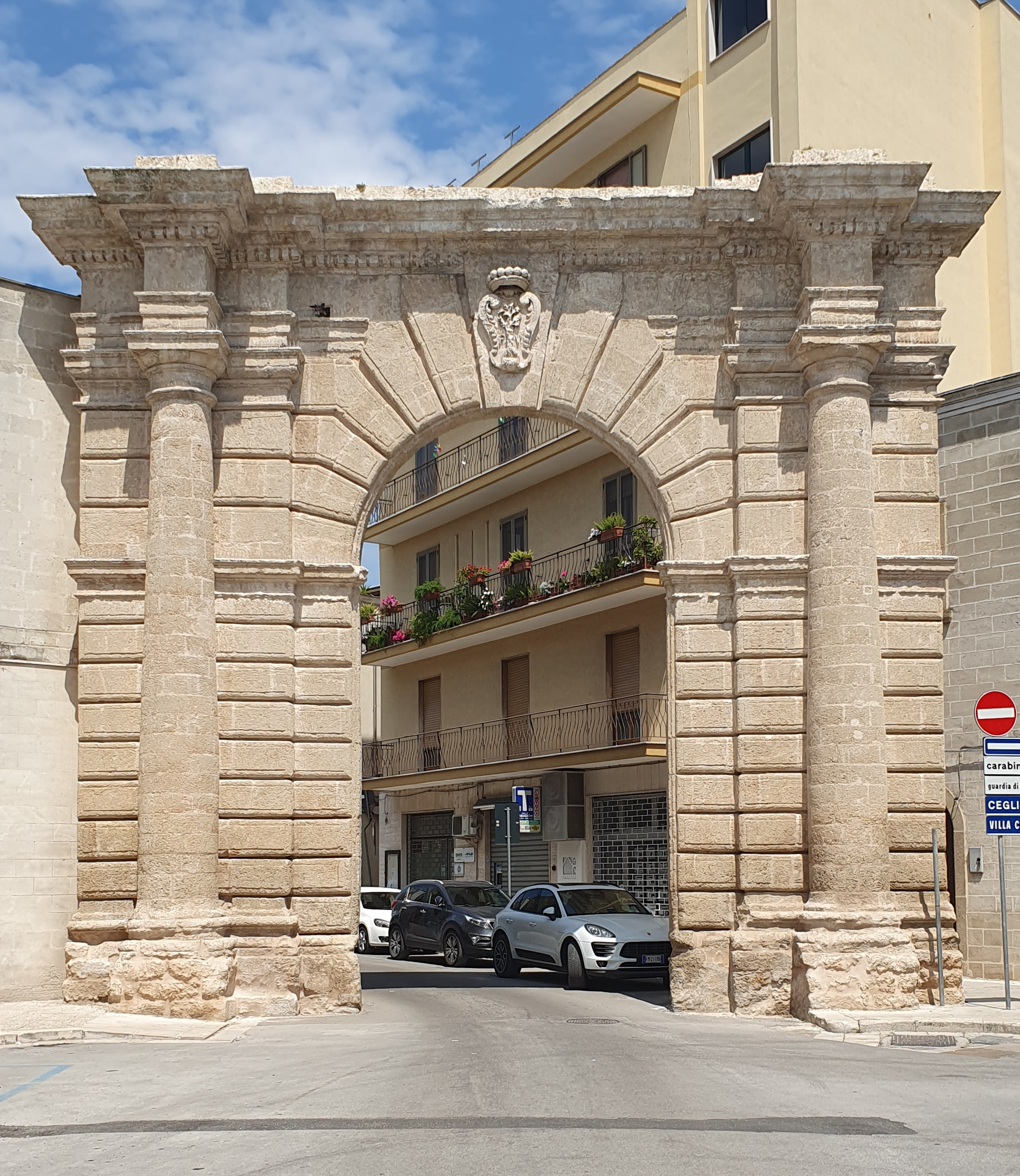
Porta della Croce

La porta della Croce, o di Cagnone, fu costruita da Davide de Quarto e Giosuè Pozzessere nel 1714, al tempo di Michele Imperiali III. Era un autentico portale d'ingresso della città settecentesca. La facciata, bugnata sulla parete verso l'esterno, è interrotta da un unico fornice, fiancheggiato da due corpi lievemente aggettanti, sui quali si addossano semicolonne con capitelli dorico-toscani, che sorreggono i dadi della trabeazione coronata da un cornicione aggettante che segue il motivo del fregio. Sulla ghiera a raggiera del portale spicca, in chiave, lo stemma di Francavilla. Questa porta chiudeva il borgo di Sant'Eligio e di Casalicchio e si apriva a sud verso il convento di Maria Santissima della Croce e verso Oria.

## Porta dei Cappuccini

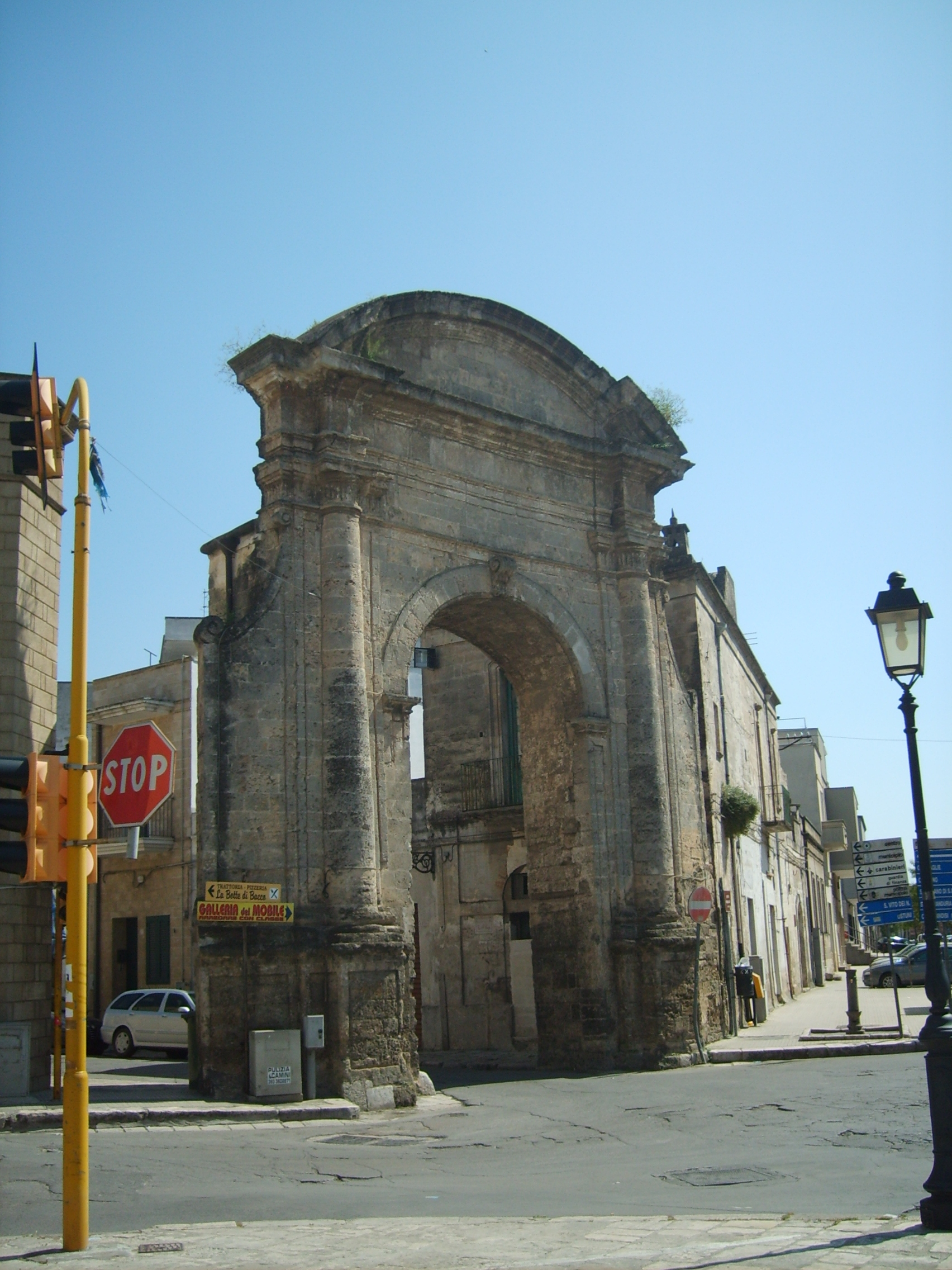
Porta dei Cappuccini

La porta dei Cappuccini fu costruita intorno alla metà del XVIII secolo e chiudeva i rioni compresi fra le due extramurali.
Priva di bugnato e sormontata da un timpano semicircolare, è impostata su mensole e fiancheggiato da semicolonne su lesene poggianti su alti plinti. I capitelli, abbastanza erosi, sono sormontati dai dadi sporgenti della trabeazione a cui fa da coronamento un timpano arcuato. Due salienti flessi ampliano e raccordano la facciata lateralmente. La porta si apriva verso l'antica chiesa della Madonna di Grani e guardava verso i Castelli (l'attuale cittadina di Villa Castelli) e verso gli ultimi possedimenti settentrionali del principato.

## Funzione delle porte
Alle porte si controllavano le entrate di merci, prodotti ed animali.
Nulla poteva attraversare le porte senza il permesso o la licenza e i trasgressori erano seriamente puniti. Anche la larghezza dei traini era regolamentata dall'ampiezza delle porte, davanti alle quali si riscuoteva la gabella (quella per le spese interne avveniva davanti alle porte Cappuccini, Carmine, Croce, Paludi e Pazzano).